# فرودگاه کیپ‌نوک
فرودگاه کیپ‌نوک (به انگلیسی: Kipnuk Airport) یک فرودگاه همگانی با کد یاتا KPN است که یک باند فرود شن دارد و طول باند آن ۶۴۶ متر است. این فرودگاه در شهر کیپنوک، آلاسکا کشور ایالات متحده آمریکا قرار دارد و در ارتفاع ۳ متری از سطح دریا واقع شده است.